# Francisco José Tigerino Dávila
Francisco José Tigerino Dávila (ur. 18 października 1963 w Chinandega) – nikaraguański duchowny katolicki, biskup diecezjalny Bluefields od 2021.

## Życiorys

### Prezbiterat
Święcenia kapłańskie otrzymał 5 stycznia 2002 i został inkardynowany do diecezji León. Pracował głównie jako duszpasterz parafialny. W latach 2009–2012 był ojcem duchownym w krajowym seminarium w Managui, a w latach 2018–2020 był jego rektorem.

### Episkopat
12 listopada 2020 papież Franciszek mianował go ordynariuszem diecezji Bluefields. Sakry biskupiej udzielił mu kardynał Leopoldo Brenes – arcybiskup Mangui.